# Калинниківська сільська рада
Кали́нниківська сільська рада (рос. Калинниковский сельский совет) — муніципальне утворення у складі Бірського району Башкортостану, Росія. Адміністративний центр — село Калинники.

## Населення
Населення — 1312 осіб (2019, 1501 у 2010, 1441 у 2002).

## Склад
До складу поселення входять такі населені пункти:
| Населений пункт | Населення, осіб (2002) | Населення, осіб (2010) |
| --------------- | ---------------------- | ---------------------- |
| Зуєво, присілок | 66                     | 80                     |
| Калинники, село | 967                    | 1005                   |
| Кріуші, село    | 37                     | 56                     |
| Сорвіха, село   | 116                    | 97                     |
| Старцино, село  | 255                    | 263                    |